# Pihtipudas
Pihtipudas è un comune finlandese di 3786 abitanti, situato nella regione della Finlandia Centrale.